# Salmeterol
Salmeterol là một chất đồng vận thụ thể β 2 adrenergic tác dụng lâu dài (LABA) được sử dụng trong việc duy trì và ngăn ngừa bệnh hen suyễn triệu chứng và duy trì các bệnh mãn tính phổi tắc nghẽn (COPD) triệu chứng. Các triệu chứng của co thắt phế quản bao gồm khó thở, thở khò khè, ho và tức ngực. Nó cũng được sử dụng để ngăn ngừa khó thở trong khi tập thể dục (co thắt phế quản do gắng sức).
Nó được cấp bằng sáng chế vào năm 1983 và được đưa vào sử dụng y tế vào năm 1990. Nó được bán trên thị trường như Serevent ở Mỹ. Nó có sẵn như là một ống hít bột khô phát hành một dạng bột của thuốc. Nó trước đây đã có sẵn dưới dạng bình hít định liều (MDI) nhưng đã bị ngừng sử dụng ở Mỹ vào năm 2002. Nó vẫn có sẵn như là một MDI ở Anh vào năm 2013.

## Cơ chế hoạt động
Salmeterol dạng hít thuộc về một nhóm thuốc gọi là chất chủ vận beta-2. Những loại thuốc này kích thích thụ thể beta-2 có trong hệ cơ phế quản. Điều này khiến họ thư giãn và ngăn chặn sự khởi phát và làm trầm trọng thêm các triệu chứng hen suyễn. Chúng hoạt động dựa trên enzyme adenyl cyclase làm tăng nồng độ của cAMP (cyclic AMP). AMP tuần hoàn này làm giảm trương lực cơ trơn. Nó có một thời gian dài hành động vì nó là ưa mỡ. Thuốc đi vào bên trong các tế bào phổi và tự giải phóng trong một khoảng thời gian để tác động lên các thụ thể beta-2.
Sự khác biệt đáng chú ý chính của salmeterol so với salbutamol và các chất chủ vận adrenoreceptor tác dụng ngắn (SABA) khác là thời gian tác dụng của nó. Salmeterol kéo dài khoảng 12 giờ so với salbutamol, kéo dài khoảng 4 – 6 giờ. Khi được sử dụng thường xuyên mỗi ngày theo quy định, salmeterol dạng hít sẽ làm giảm số lượng và mức độ nghiêm trọng của các cơn hen. Tuy nhiên, giống như tất cả các loại thuốc LABA, nó không được sử dụng để làm giảm cơn hen suyễn đã bắt đầu. Formoterol đã được chứng minh là có tác dụng khởi phát nhanh hơn salmeterol do độ ẩm thấp hơn, và cũng được chứng minh là mạnh hơn — 12   μ g liều formoterol đã được chứng minh là tương đương với liều 50 μg của salmeterol.

## Sử dụng trong y tế
- Salmeterol được sử dụng trong bệnh hen suyễn dai dẳng từ trung bình đến nghiêm trọng sau khi điều trị trước đó với một chất đồng vận β 2 adrenoreceptor tác dụng ngắn (SABA) như salbutamol (albuterol).
- LABA không nên được sử dụng như một liệu pháp đơn trị liệu, thay vào đó, chúng nên được sử dụng đồng thời với một loại thuốc corticosteroid dạng hít, như beclometasone dipropionate hoặc flnomasone propionate trong điều trị hen suyễn để giảm thiểu các phản ứng nghiêm trọng như tử vong liên quan đến hen suyễn. Kết hợp corticosteroid dạng hít và salmeterol (LABA) có tác dụng hiệp đồng và làm giảm tần suất các cơn hen và cũng làm cho nó bớt nghiêm trọng hơn.
- Trong bệnh phổi tắc nghẽn mạn tính (COPD), LABA có thể được sử dụng như đơn trị liệu hoặc kết hợp với corticosteroid.
- Trong đơn trị liệu co thắt phế quản do tập thể dục có thể được chỉ định ở những bệnh nhân không bị hen suyễn kéo dài. LABA không nên được sử dụng để điều trị các triệu chứng cấp tính.[1][6][8]

### Mang thai và cho con bú
FDA chỉ định loại C cho salmeterol trong thai kỳ. Sử dụng Salmeterol trong khi mang thai phải được quyết định dựa trên rủi ro so với lợi ích cho người mẹ. Không có nghiên cứu được kiểm soát tốt với salmeterol ở phụ nữ mang thai. Một số nghiên cứu trên động vật cho thấy dị tật phát triển khi người mẹ được tiêm một vài liều lâm sàng. Ở chuột, salmeterol xinafoate được bài tiết qua sữa. Tuy nhiên, vì không có dữ liệu nào cho thấy sự bài tiết salmeterol trong sữa mẹ, nên quyết định nên tiếp tục hay ngừng điều trị dựa trên những lợi ích quan trọng mà nó mang lại cho người mẹ. Phụ nữ có thai và cho con bú nên tham khảo ý kiến bác sĩ trước khi sử dụng salmeterol.

## Tác dụng phụ
Do tính chất giãn mạch của nó, tác dụng phụ phổ biến của salmeterol là
- chóng mặt,
- nhiễm trùng xoang và
- đau nửa đầu.

Sẽ có
- run cơ,
- hạ kali máu do ảnh hưởng trực tiếp đến thụ thể beta-2 trên cơ xương.

Trong hầu hết các trường hợp, tác dụng phụ của salmeterol là nhỏ và không cần điều trị hoặc có thể dễ dàng điều trị. Tuy nhiên, một số tác dụng phụ nhất định phải được báo cáo cho nhà cung cấp dịch vụ chăm sóc sức khỏe ngay lập tức.
Một số tác dụng phụ nghiêm trọng hơn bao gồm
- nhịp tim rất nhanh,
- huyết áp cao, và
- vấn đề hô hấp xấu đi.[10]

## Mối quan hệ cấu trúc-hoạt động
Salmeterol có nhóm alkyl aryl với chuỗi dài 11 nguyên tử từ amin. Sự cồng kềnh này làm cho hợp chất nhiều lipophilic hơn và nó cũng làm cho nó chọn lọc tới thụ thể β2 adrenergic.

## Lịch sử

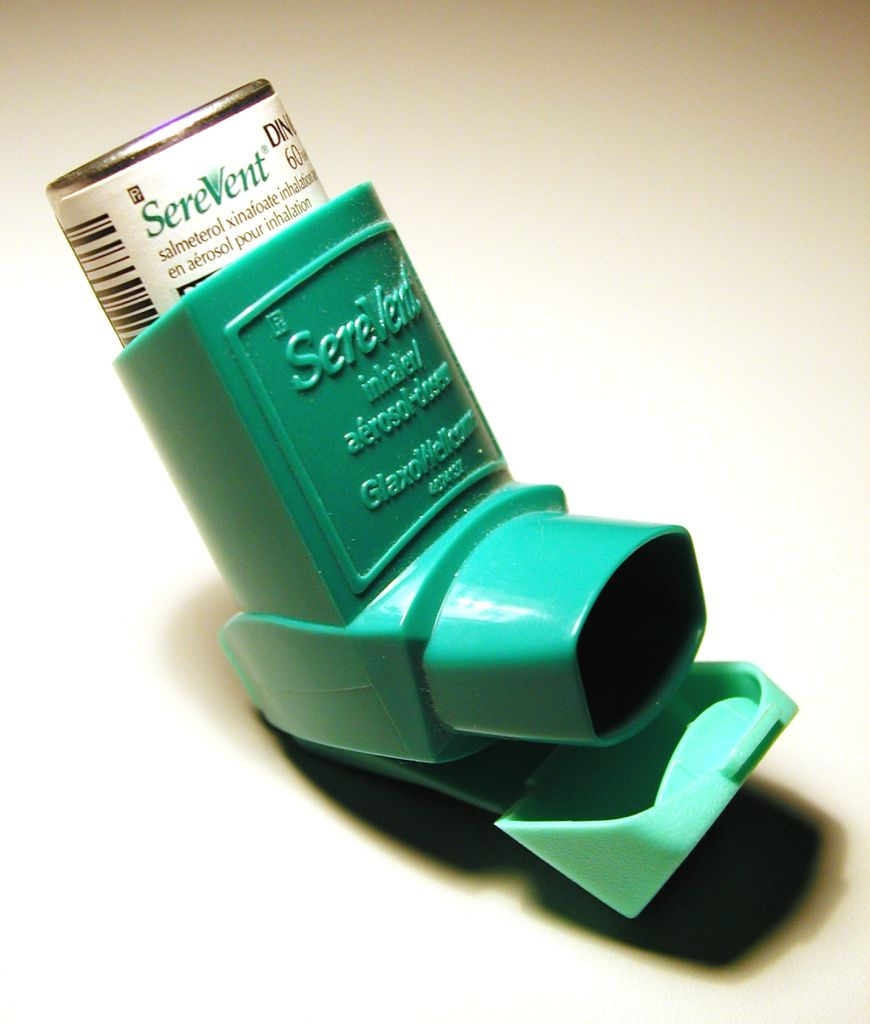
Thuốc hít định liều được sử dụng trước đây của salmeterol thương hiệu Serevent

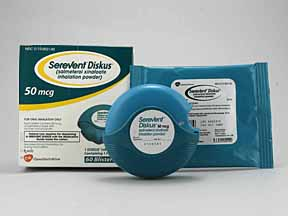
Một loại thuốc hít bột khô thông thường Salmeterol

Salmeterol, được đưa ra thị trường và sản xuất đầu tiên bởi Glaxo (nay là GlaxoSmithKline, GSK) vào những năm 1980, được phát hành dưới dạng Serevent vào năm 1990. Sản phẩm được GSK bán trên thị trường dưới thương hiệu Allen & Hanburys ở Anh.
Vào tháng 11 năm 2005, Cục Quản lý Thực phẩm và Dược phẩm Hoa Kỳ đã đưa ra một lời khuyên về sức khỏe, cảnh báo công chúng về những phát hiện cho thấy việc sử dụng chất chủ vận 2 có thể dẫn đến các triệu chứng tồi tệ hơn và trong một số trường hợp tử vong.
Mặc dù việc sử dụng LABA dạng hít vẫn được khuyến nghị trong hướng dẫn hen để kiểm soát triệu chứng được cải thiện,  những lo ngại khác đã được nêu ra. Một phân tích tổng hợp lớn về kết quả gộp từ 19 thử nghiệm với 33.826 người tham gia, cho thấy rằng salmeterol có thể làm tăng nguy cơ tử vong liên quan đến hen suyễn và nguy cơ bổ sung này không giảm khi sử dụng thêm steroid dạng hít (ví dụ như với sự kết hợp sản phẩm flnomasone/salmeterol). Điều này dường như xảy ra bởi vì mặc dù LABA làm giảm các triệu chứng hen suyễn, nhưng chúng cũng thúc đẩy viêm phế quản và nhạy cảm mà không có cảnh báo.

## Tên
Sự kết hợp của steroid dạng hít và các thuốc giãn phế quản tác dụng kéo dài này ngày càng lan rộng; sự kết hợp phổ biến nhất hiện đang được sử dụng là flnomasone/salmeterol (tên thương hiệu Seretide (Anh) và Advair (US)). Sự kết hợp khác là budesonide/formeterol (Symbicort- tên thương hiệu).